# Grande-Rivière (Jura)
Grande-Rivière foi uma comuna francesa na região administrativa de Borgonha-Franco-Condado, no departamento de Jura. Estendia-se por uma área de 30,59 km². Em 2010 a comuna tinha 645 habitantes (densidade: 21,1 hab./km²).
Em 1 de janeiro de 2019, passou a formar parte da nova comuna de Grande-Rivière Château.